# Кнежеви Виногради
Кнежеви Виногради (мађ. Herczegszöllös) су варошица и средиште истоимене општине у Барањи, Република Хрватска. До нове територијалне организације у Хрватској, подручје Кнежевих Винограда налазило се у оквиру општине Бели Манастир.
Данас је општина Кнежеви Виногради јединица локалне самоуправе у саставу Осјечко-барањске жупаније и представља простор од 248,77 km², што чини 6 % укупне површине жупаније.

## Географија
Простор Кнежевих Винограда припада крајњем североисточном делу Републике Хрватске, односно његовој природно-географској целини, Барањи. У оквиру простора Барање, Кнежеви Виногради се налазе на њеном истоку и део су парка природе Копачки рит.
Седиште општине Кнежевих Винограда налази се на двадесет петом километру од главног административног центра Осјечко-барањске жупаније града Осијека и на десетом километару од града Белог Манастира. Двадесет шест километара дели Кнежеве Винограде од границе са Републиком Мађарском и петнаест километара од границе са Републиком Србијом.
Општину Кнежеви Виногради, поред њеног административног средишта, чини још осам насеља: Каранац, Змајевац, Суза, Котлина, Каменац, Мирковац, Јасеновац и Соколовац.

## Историја
Историја Кнежевих Винограда сеже у далеку прошлост. Још у старом веку, када се на овим просторима протезао Римски лимес, овде је постојала колонија Donatium, а име места први пут се спомиње у писаном облику 1341. године под називом Vilucu de Zeleus.
До краја деветог века становништво ових простора било је већински словенског порекла, о чему сведоче бројни археолошки налази на простору целе Барање. Досељавањем Мађара у Подунавље и Панонску низију у деветом веку, састав становништва се знатно мења, како у Кнежевим Виноградима, тако и у целој Барањи.
У Мохачкој бици 1526. године, у саставу угарске војске Људевита II учествовало је и становништво из ових крајева, али исто тако и у помоћним четама турске војске. Од тада су Кнежеви Виногради у саставу Мохачког санџака, а Барања у саставу Турске империје.
Кнежеви Виногради 1533. године улазе у састав поседа српског кнеза Стефана Штиљановића и од тада се устаљује име Херцег Суљош (Herczegszöllös). Тај назив усвојили су и Турци, па су тако према попису из 1687. године Кнежеви Виногради уписани под новим именом.
Присуством Турске на Балкану положај покорених словенских народа је постао угрожен и многи беже на север у Краљевина Угарску и Аустрију или на исток у Русију, тражећи спас од турског зулума. Пошто је и сама Барања 170 година била у поседу Османског царства и чинила границу Турске са Хабзбуршком монархијом, у Барању је почело досељавање српских војника с циљем обезбеђивања војне границе. Војску из пограничних крајева обе велике империје чинили су Срби, с једне стране Срби граничари (крајишници), с друге Срби мартолоси. Срби мартолоси 1565. године насељавају Кнежеве Винограде и број Срба се тако повећава. Други талас мартолога који насељавају Кнежеве Винограде био је 1593. године, а последњи Срби мартолоси дошли су у ово место 1619. године.
Важан датум у историји Кнежевих Винограда представља 17. август 1576. године, када је на месту данашње протестантске цркве, међу зидинама старе средњовековне цркве из 11. века и на римским темељима с почетка 4. века, одржан историјски Синод протестантске цркве горње и доње Барање, где су усвојени канони о духу живота протестантских верника, под називом Чланови о сагласности хришћанских црква или Канони из Кнежевих Винограда.
У бици код Харшања, која се одиграла 1687. године, између Аустрије и Турске, Турци су поражени и заувек губе Барању, а Кнежеви Виногради постају део Аустрије. Три године касније уследио је нови талас досељавања Срба са Арсенијем III Чарнојевићем. Исте године у Печују део барањских Срба присилно је преведен из православља у унијате.
Кнежеви Виногради су 1697. године ушли у састав Бељског властелинства аустријског принца и војсковође Еугена Савојског. Карловачким миром из 1699. године Турци су и званично изгубили Барању, а Кнежеви Виногради су ушли у састав Краљевине Угарске у којој остају све до 1918. године.
Године 1703. почео је Ракоцијев устанак и многе српске породице, из Кнежевих Винограда и из целе Барање, у страху од зверстава Ракоцијевих устаника беже преко Драве у Славонију. Кроз године устанка до коначног слома, Ракоцијева војска је опљачкала и уништила многа српска села у Барањи. Недуго после пораза Ракоцијевих побуњеника, 1712. и 1713. године, у село се враћа избегло становништво.
Средином осамнаестог века, 1742. године у Кнежевим Виноградима основана је парохија. Помиње се 1735. године "поп" из места, који се причестио у манастиру Грабовцу, о Ускршњем посту. Те године је подигнута и прва православна црква у селу, црква Светог Архиђакона Стефана, а 1768. године аустријска царица Марија Терезија издаје дозволу за градњу новог православног храма посвећеног Ваведењу Пресвете Богородице, по условима Угарског већа.
1770. године у Кнежеве Винограде досељавају се Немци, а две године касније оснива се прва српска школа.
Почетком XIX века, 1803. године, протестанти добијају нову цркву, која данас има статус споменика културе.
Нешто доцније, 1840. године у Кнежевим Виноградима подигнута је и римокатоличка црква.
У време Мађарске револуције 1848. године, када су Мађари тражили своја национална права и аутономију у оквиру Аустријског царства, желећи да се афирмишу и заштите сопствена национална права, на Мајској скупштини, у Сремским Карловцима исте године, Срби су прогласили Српску Војводину у чијем саставу је била и Барања, иако је фактички војно нису могли контролисати. Пропастом Мађарске револуције аустријске власти су Патентом од 18. новембра следеће године, на територији Српске Војводине формирале нову круновину под именом Војводство Србија и Тамишки Банат.
Завршетком Првог светског рата Барања је 25. новембра 1918. године у саставу Српске Војводине прикључена Краљевини Србији, а Тријанонским споразумом је и дефинитивно подељена између Мађарске и Краљевине СХС.
У новонасталој држави Кнежеви Виногради били су у саставу Дунавске бановине и у том саставу остају до почетка немачке инвазије на Краљевину Југославију 1941. године.
На дан 11. априла 1941. године на територију Барање ушле су пешадијске јединице IV мађарске армије. У само три дана, мађарске окупационе јединице заузеле су целу Барању без отпора. Према попису становништва који је извршен концем 1941. године у Барањи — Мађарима се изјаснило њих 51.831, Немцима њих 14.838, следе Срби којих је било 7.542, Хрватима се осећало њих 3.560, а 2.410 уписано је као остали. За време окупације Барање страдало је више од 2.000 Срба и других противника Хортијевог режима. Мађарске окупационе снаге остале су у Барањи до њеног ослобођења 1944. године.
Следеће године, на Трећем заседању АВНОЈ-а, конституисана је Федеративна Народна Република Југославија са шест равноправних административних територијалних јединица (република). Пошто унутрашње границе новонастале државе још нису биле тачно утврђене, па тако ни граница између СР Хрватске и СР Србије основана је Комисија за утврђивање границе између СР Хрватске и СР Србије на чијем челу се налазио Милован Ђилас. У јесен исте године, на једном од последњих састанака ове комисије, у Вуковару, одлучено је да Барања припадне Хрватској.
После Другог светског рата, 1946. године на простору Барање и западних делова Војводине врши се колонизација. Из Међимурја и Далмације, из сиромашних крајева Кордуна и Баније, власти досељавају неколико хиљада хрватских породица у Барању. Део колониста населио је и Кнежеве Винограде. Тако је број хрватског становништва порастао, а Хрвати су ускоро постали већинско становништво Барање.

## Срби у месту
Године 1745. у "Суљошу" је издвајала тамошња општина по 6 ф. за издржавање српске школе. У првој половини 19. века у "Херцег Суљошу" је био формиран мали претплатнички пункт. Чинили су га купци једне српске књиге: Роман Комадиновић учитељ, Ацко Бошњаковић звонар, Јован Михајловић купец и Стефан Посник сабов. Други наслов је прибавио 1824. године учитељ Василиј Тешановић. Био је 1826. године записан као администратор парохије, поп Андреј Кнежевић. Адвокат Атанасије Михајловић суљошки месни школски управитељ скупио је 1845. године претплату од 11 мештана за "Сербски летопис" Матице српске.
Из расписаног стечаја за упражњено место учитеља из 1869. године понуђена плата је износила 28 ф. у новцу, по 28 мерова жита и кукуруза, седам хвати дрва, 10 акова вина, четири ланца ораће земље и стан.
Један од организатор учитељског скупа у Мохачу био је 1897. године суљошки учитељ П. Ћосић.
У овом месту је рођен архитекта Душан Јеличић.

## Религија
У Кнежевим Виноградима постоје три верске заједнице: протестантска, православна и римокатоличка. Општина Кнежеви Виногради броји тринаест цркава: шест протестантских, пет римокатоличких и две православне.
- Најстарија црква у Кнежевим Виноградима и у целој Барањи је садашња протестантска црква, подигнута у XI веку у романичком стилу, а дограђивана у XIII и XIV веку у време готике. Од 1576. године постаје протестантска. Поново је дограђена 1803. године и данас се данас се налази под заштитом државе и чини споменик културе.
- Православна црква датира из 1742. године када се и први пут спомиње, а Кнежеви Виногради су те исте године постали парохија. Прва црква била је посвећена Светом Архиђакону Стефану. Нова црква посвећена Ваведењу Пресвете Богородице саграђена је 1775. године на предлог Верске комисије Угарског намесничког већа и уз дозволу царице Марије Терезије. Црква је грађена као једнобродна грађевина са полукружном апсидом и двоспратним звоником изнад западног портала, у каснобарокном стилу са елементима класицизма. Иконостас датира из друге половине XVIII века. Од 1777. године воде се црквене матице венчаних и умрилих, а од 1778. године црквене матице крштених. Црквену општину Кнежеви Виногради чине још села: Суза, Змајевац, Батина и Грабовац, а парохија је од 1991. године у саставу Осјечкопољске и барањске епархије.
- Римокатоличка жупна црква Светог Архангела Михајла грађена је у класичном стилу, али не постоје тачни подаци када је саграђена. Жупа је основана 1851. године, а црква је обновљена 1840. године. Кор цркве је дозидан 1857. године и тиме је завршена њена изградња, а тај облик је задржала до данас. Црква је потпуно обновљена 2004. године.

## Привреда
Привреда општине Кнежеви Виногради заснива се пре свега на пољопривредној производњи и прерађивачкој индустрији. На око 13.000 хектара обрадивих површина преовлађују ратарске културе, а око 1.800 хектара користи се за гајење винове лозе и производњу воћа. Кнежеви Виногради, са својом хиљадугодишњом традицијом у производњи висококвалитетних вина, још давне 1526. године имали су подруме у којима се чувало вино и властиту винарију. Ова традиција се одржала до данас. Део те традиције су винарија и подруми Беље. Од врста винове лозе гаје се: Рајнски ризлинг, Шардоне, Пинот, Мерлот, Совињон и други. Од ратарских култура узгаја се: пшеница, кукуруз, јечам, соја, сунцокрет, шећерна репа и друго.
Поред ратарства, виноградарства и воћарства, развијено је сточарство, а на локалним приватним фармама узгајају се овце, краве и свиње.
Последњих година доста пажње посвећује се развоју континенталног туризма.

## Туризам
Туристичка понуда Кнежевих Винограда је шаролика. Због своје разноврсне понуде квалитетних црвених и белих вина, Кнежеви Виногради су се нашли на међународној карти Путева вина. Посетиоцима се пружа прилика да постете стогодишње подруме укопане дубоко у земљи и да у тој вековној хладовини дегустирају најбоља домаћа вина. Такође, далеко је познат домаћи кулен и пршута који се овде производе. Овде се налазе и најквалитетнија угоститељска одредишта у Барањи.
Кнежеви Виногради су ипак најпознатији по СРЦ Базени који већ деценијама чини ово место оазом целе Барање. У саставу овог комплекса налазе се олимпијски и мали дечји базен, те неколико спортских терена: терен за фудбал, за кошарку, куглана и терен за одбојку на песку.
Кнежеви Виногради су опремљени и приватним смештајним капацитетима.

## Спорт
- НК Борац Кнежеви Виногради
- Теквондо клуб „Кнежеви Виногради“
- Шаховски клуб „Виноград“
- Стрељачки клуб „Барањац“

## Становништво
На попису становништва 2011. године, општина Кнежеви Виногради је имала 4.614 становника, од чега у самим Кнежевим Виноградима 1.657.
| Попис 2011.‍        | Попис 2011.‍        | Попис 2011.‍ | Попис 2011.‍ | Попис 2011.‍ |
| ------------------ | ------------------ | ----------- | ----------- | ----------- |
|                    |                    |             |             |             |
| Мађари             | Мађари             |             | 1.784       | 38,66%      |
| Хрвати             | Хрвати             |             | 1.758       | 38,10%      |
| Срби               | Срби               |             | 815         | 17,66%      |
| остали и непознато | остали и непознато |             | 257         | 5,57%       |
| укупно: 4.614      |                    |             |             |             |

### Национални састав 2001.
укупно: 1.715.
- Хрвати — 844 (49,21%)
- Срби — 535 (31,19%)
- Мађари — 275 (16,03%)
- остали, неопредељени и непознато — 61 (3,55%)

### Попис 1991.
На попису становништва 1991. године, насељено место Кнежеви Виногради је имало 2.127 становника, следећег националног састава:
| Попис 1991.‍   | Попис 1991.‍  | Попис 1991.‍ | Попис 1991.‍ | Попис 1991.‍ |
| ------------- | ------------ | ----------- | ----------- | ----------- |
|               |              |             |             |             |
| Срби          | Срби         |             | 674         | 31,68%      |
| Хрвати        | Хрвати       |             | 651         | 30,60%      |
| Мађари        | Мађари       |             | 382         | 17,95%      |
| Југословени   | Југословени  |             | 244         | 11,47%      |
| Роми          | Роми         |             | 26          | 1,22%       |
| Немци         | Немци        |             | 22          | 1,03%       |
| Словенци      | Словенци     |             | 14          | 0,65%       |
| Румуни        | Румуни       |             | 4           | 0,18%       |
| Муслимани     | Муслимани    |             | 3           | 0,14%       |
| Црногорци     | Црногорци    |             | 3           | 0,14%       |
| Македонци     | Македонци    |             | 2           | 0,09%       |
| Русини        | Русини       |             | 1           | 0,04%       |
| Чеси          | Чеси         |             | 1           | 0,04%       |
| остали        | остали       |             | 1           | 0,04%       |
| неопредељени  | неопредељени |             | 60          | 2,82%       |
| регион. опр.  | регион. опр. |             | 8           | 0,37%       |
| непознато     | непознато    |             | 31          | 1,45%       |
| укупно: 2.127 |              |             |             |             |